# De Achlumer Molen
De Achlumer Molen – wiatrak w miejscowości Achlum, w gminie Franekeradeel, w prowincji Fryzja, w Holandii. Został zbudowany w 1851 r. Młyn ma trzy piętra, przy czym powstał na jednopiętrowej bazie. Skrzydła wiatraka mają rozpiętość od 18,6 m do 18,7 m. Młyn udostępniony jest do zwiedzania przez dwa dni w roku.